# Nordisk Naturfotograf
Nordisk Naturfotograf var ett pris som delades ut vartannat år av tidningen Foto i samarbete med Vårgårda Naturfotofestival. Prisutdelningen skedde vid festivalen. Tidigare hette priset Årets Nordiska Naturfotograf, men bytte namn eftersom det bara delas ut vartannat år.

## Pristagare
- 1991 – Jörn Böhmer Olsen
- 1993 – Jan-Peter Lahall
- 1995 – Jan Töve
- 1997 – Stig Tronvold
- 1999 – Ingen pristagare utsedd
- 2001 – Ove Eriksson
- 2003 – Hans Strand
- 2005 – Pål Hermansen
- 2007 – Brutus Östling[1]